# Aldeia dos Ventos
Balneário turístico, surgido de uma vila de pescadores na região do Vale do Ribeira, litoral sul de São Paulo. Aldeia dos Ventos está situado dentro do maior eco sistema ainda existente de Mata Atlântica nativa, do qual também faz parte a reserva ecológica de Cananéia.
Com cerca de 5 mil habitantes, distante aproximadamente 320 km da capital, São Paulo, Aldeia dos Ventos atrai jovens, principalmente no verão, por suas belas praias paradisíacas e pelos esportes radicais propiciados pela exuberante mata repleta de cachoeiras, rios com corredeiras e cavernas, com se concentram em maior número em cidades vizinhas como Petar e Apiaí. Na década de 70, com a maioria de suas praias ainda desertas, foi reduto de hippies que se dividiam entre Aldeia e Trindade, no litoral norte do estado.
Possui pequenos hotéis e pousadas, disputados na alta estação, e um camping:  o “ Divino Céu”, administrado pela cigana Mirna, uma das figuras mais populares do vilarejo. Entre as pousadas mais procuradas estão a Espelho da Lua e a Pousa do Pontal. No pequeno centro histórico, existe uma feira permanente de artesanatos, principalmente indígenas. No centro também ficam os principais bares e restaurantes, como o badalado Filé de Peixe e o Acará. Existem grupos de guias autorizados no Centro Turístico para os passeios em trilhas, esportes radicais e expedições às cavernas, com aluguel de equipamentos.
Do mês de dezembro até o Carnaval a vila chega a receber o dobro de seus habitantes em visitantes. No píer do pontal os passeios de escunas, acompanhadas por golfinhos, são um convite obrigatório para contemplar toda a beleza da região. Para a próxima temporada de sol a cidade está reservando uma grande novidade que promete atrair os baladeiros de plantão, a inauguração da casa noturna “Enigma´s Club”, que seguirá os moldes da famosa “Sirena” de Maresias.
Festas típicas: Festa do Divino entre 14 e 23 de junho, Nossa Senhora do Oratório (ou Nossa Senhora da Conceição da Praia) dia 8 de outubro e Folia de Reis dia 6 de janeiro.
Histórias e Lendas
O vilarejo que no passado foi habitado por índios, resguarda alguns mistérios e lendas. Situado na região de maior concentração de cavernas do planeta, segundo arqueólogos existem indícios da existência de tribos indígenas da Amazônia. Pelos relatos de índios aos jesuítas e colonizadores, as cavernas da região são portais de entrada para civilizações subterrâneas, que deram origens aos conhecidos guardiões da floresta e da cidade de Manoa. A lenda ainda conta que as Icamiabas, guerrerias amazonas, cruzavam as cavernas em cavalos encantados que galopavam no vento e surgiam na aldeia em noite de lua cheia para se banharem no mar. Depois, retornavam para “yvi kuraxô” — o coração da Terra, escoltadas pelos “cupendipes”, índios de asas que os Apinajés acreditavam guardar os rios, de suas nascentes até as foz — os “jabaquaras”, rio dos senhores que voam, ou senhores das nuvens. Os índios acreditavam que rios subterrâneos de corredeiras fortes cruzavam o coração da Terra rumo à Manoa.
Dizem também os místicos, que esse mundo é habitado por pessoas muito desenvolvidas, tanto espiritualmente, quanto tecnologicamente e que sobrevivem graças a um Sol interior que ilumina o centro da Terra, e que portais Omo esse existiam em três lugares no Brasil, um na Amazônia perto de Manaus, um em Foz do Iguaçu no Paraná, e outro no Mato Grosso na Serra do Roncador. Porém, embasado nas histórias perpetuado pelos índios, acredita-se que o quarto portal esteja justamente nas proximidades de Aldeia dos Ventos. Talvez, de todas, a entrada mais próxima da cidade perdida.